# Lê Thành Văn
Lê Thành Văn (sinh ngày 15 tháng 10 năm 1964) hiện là thẩm phán cao cấp người Việt Nam, Chánh tòa Tòa Hình sự Tòa án nhân dân cấp cao tại Thành phố Hồ Chí Minh. Ông từng có chức danh Thẩm phán Tòa án nhân dân tối cao. Ông từng là Thẩm phán, Phó Chánh án Tòa án nhân dân tỉnh Đồng Nai.

## Sự nghiệp
Lê Thành Văn từng là Phó chánh án Tòa án nhân dân tỉnh Đồng Nai.
Ngày 7 tháng 9 năm 2015, ông được bổ nhiệm chức vụ Phó Chánh tòa Tòa Hình sự Tòa án nhân dân cấp cao tại Thành phố Hồ Chí Minh.
Từ ngày 1 tháng 2 năm 2020, ông được bổ nhiệm giữ chức vụ Chánh tòa Tòa Hình sự Tòa án nhân dân cấp cao tại Thành phố Hồ Chí Minh nhiệm kì 5 năm.